# 밀러 허긴스
밀러 제임스 허긴스(Miller James Huggins, 1878년 3월 27일 ~ 1929년 9월 25일)는 미국의 전 프로 야구 선수이자 감독이다. 선수 시절에는 신시내티 레즈(1904~1909)와 세인트루이스 카디널스(1910~1916)에서 2루수로 뛰었다. 카디널스(1913~1917)와 뉴욕 양키스(1918~1929)에서 감독직을 맡았으며, 특히 양키스 시절에는 당대 전성기를 구가하던 살인 타선을 이끌며 팀의 6회 아메리칸 리그(AL) 우승과 3회 월드 시리즈 우승을 이뤄냈다.
신시내티에서 태어났다. 신시내티 대학교에서 법학을 전공했으며, 동시에 대학 야구팀에서 주장을 맡았다. 졸업 후 법조계 대신 프로 야구 선수의 길을 택했다. 1898년부터 1903년까지 세미프로와 마이너 리그를 거친 뒤, 레즈에 입단했다.
선수 시절 뛰어난 출루 능력을 보여주었다. 또한 훌륭한 2루 수비로 "래빗"(Rabbit) "리틀 에브리웨어"(Little Everywhere), "마이티 마이트"(Mighty Mite)라는 별명을 얻었으며, 감독 시절에는 경기의 본질을 이해하며 팀을 이끄는 유능한 감독으로 잘 알려졌다. 1920년대 양키스를 성공적으로 이끌었으나, 팀 성적을 유지하기 위해 계속 변화를 시도했다. 1964년, 베테랑 위원회의 선정으로 미국 야구 명예의 전당에 입회했다.

## 어린 시절
밀러 허긴스는 오하이오주 신시내티에서 태어났다. 잉글랜드 출신의 아버지는 식료품 잡화상으로 일했고, 어머니는 신시내티 토박이였다. 부부는 2남 1녀를 두었다.

"너는 변호사도 선수도 될 수 있지만 둘다는 못해. 야구를 해봐라. 너한테는 그게 더 맞아보인다."

허긴스는 우드워드 고등학교와 월넛힐스 고등학교를 졸업한 뒤에 신시내티 대학교에 입학했다.그는 그곳에서 법학을 전공하는 동시에, 학교 야구 팀인 신시내티 베어캣츠에서 뛰었다. 유격수를 보았던 그는 1900년에는 야구팀 베어캣츠의 주장을 맡기도 했다. 야구에 빠져있는 그를 보고 그의 법학 교수는 그를 호출해 왜 자신들이 그에게 계속 법을 가르쳐야 하는지 그 이유를 설명하기도 했다.
독실한 감리교 신자였던 허긴스의 아버지는 아들이 일요일에 야구 하는 것을 반대했다. 하지만 허긴스는 1898년 줄리우스 플라이시먼이라는 한 사업가가 조직한 신시내티 샴록스에서 세미프로로 뛰었는데, 그곳에서 그는 아버지의 반대와 자신의 아마추어 신분 때문에 '프록터'라는 가명을 사용했다. 1900년 허긴스는 플라이시먼이 캐츠킬산맥을 기반으로 만든 세미프로 팀인 마운틴 투어리스츠에서 뛰면서 4할의 타율로 팀을 이끌었다.
법학 학위를 받은 후, 허긴스는 야구로 돈을 더 많이 벌 수 있을 것이라는 생각을 가졌고, 대학교 법학 교수 윌리엄 하워드 태프트 등은 그에게 야구를 하는 게 좋을 것이라고 조언해주기도 했다. 그는 사법시험에는 합격했으나, 실제로 변호 관련 일은 전혀 하지 않았다.

## 프로 경력

### 경력 초반
밀러 허긴스는 1899년에 마이너 리그 베이스볼의 클래스 B 먼스필드 헤이메이커스에서 야구 선수로서의 경력을 시작했다. 1901년부터 1903년까지는 마이너 리그 아메리칸 어소시에이션 팀 세인트폴 세인츠에서 훈련을 거듭했다. 처음에는 우타자로 시작했지만, 세인트폴에서 1901년 시즌을 겪고 난 뒤에 공격 대처 향상을 위해서 다음 시즌부터 좌타석에도 들어서기 시작했다. 또한 수비위치를 2루수로 자리잡게 되었다.
1902년에 세인츠에서 뛰었던 한 경기에서는 자신에게 주어진 19번의 수비 기회 중 11번을 풋아웃시키고, 8번을 보살시키는 진기록을 만들어내기도 했다. 그 이전에 메이저 리그에서의 최다 기록은 1882년 프레드 던랩의 18번이었다.1903년, 그는 야구 역사에 기록된 최초의 딜레이드 스틸을 성공시켰다.

### 신시내티 레즈
내셔널 리그(NL) 팀 신시내티 레즈의 공동 소유자 중 한 명이었던 플라이시먼은 세인트폴에서 뛰는 허긴스를 계속해서 주시했다. 1904년 시즌 전, 레즈 구단은 세인츠 소속의 허긴스를 사들였다. 그는 1904년 4월 15일 메이저 리그에 데뷔했으며, 출루에 일가견이 있음을 보여줬다. 데뷔 시즌 .264의 타율을 기록했으며, 1906년에는 .292의 향상된 타격을 보여주는 동시에 41도루를 기록했다. 그와 동시에 상체의 힘을 기르려 상당히 애를 썼다.
1907년 시즌 후, 네드 핸런의 뒤를 이어 신시내티의 감독직을 맡기를 희망했지만, 레즈 구단은 존 간젤을 그 자리에 새로 임명했다. 1908년, 허긴스는 쿠바와 미국 양 국가 선수들이 대결하는 아메리칸 시리즈에 뛰었다. 1909년 시즌에는 발목 골절과 어깨 인대 파열로 .209의 저조한 타율을 기록했다.

### 세인트루이스 카디널스
1910년 시즌이 시작되기 전, 레즈 구단의 허긴스와 프랭크 코리던, 레벨 오크스와 세인트루이스 카디널스의 프레드 비브, 애런 스토크를 서로 주고 받는 트레이드가 이루어졌다. 1910년 6월 1일, 허긴스는 경기에서 6번 타석에 나섰으나 무타수에 6볼넷, 2개의 희생 플라이로 메이저 리그 진기록을 세웠다. 그해 .265의 타율을 기록했고 내셔널 리그에서 볼넷 부문 1위에 이름을 올렸다.
1911년 7월 13일, 허긴스는 경기에서 16번의 수비 기회를 성공시켰는데, 이는 내셔널 리그 최다 기록과 같았다. 이번 시즌이 끝나고 최우수 선수를 선정하는 찰머스 아워드 투표에서 6위에 이름을 올렸다. 1912년 시즌에는 처음으로 3할 이상의 타율을 기록했다.
1912년 시즌 후 허긴스는 로저 브레스나한의 뒤를 이어 카디널스의 선수 겸 감독으로 임명되었는데, 당시 구단주 헬레네 해서웨이 브릿턴은 브레스나한의 거친 성격에 비해서 허긴스 "신사다운" 태도를 더 마음에 들어했다.